# Baba Is You
A Baba Is You 2019-es puzzle-videójáték, amit Arvi Teikari (művésznevén Hempuli) finn független játékfejlesztő fejlesztett. Eredetileg a 2017-es Nordic Game Jamre készült rövid bemutatóként, ami végül bővítések után 2019. március 13-án megjelent PC-re és Nintendo Switchre. 2021 júniusában jelent meg mobilon. A játék központi témája a játéktérben szavakat, betűket tartalmazó elemek alkotta „szabályok” megváltoztatása, hogy a játékos elérjen egy megadott célt. „Baba Make Level” címen 2021. november 17-én frissítés jelent meg, mely több mint 150 új szintet és egy online megosztással rendelkező szintszerkesztőt tartalmaz.

## Játékmenet
Minden szintben egy különböző objektumokból, szereplőkből és szavakat, betűcsoportokat vagy betűket tartalmazó mozgatható elemekből álló egy képernyős puzzle van. A játékos egy vagy több, a képernyőn található karaktert vagy objektumot irányít. A szavakat tartalmazó elemek közé tartoznak a játéktéren található bizonyos objektumtípusokra vonatkozó főnevek (például Baba, falak, a zászló, veszélyek stb.), az igék, például „IS” vagy „HAS”, összekötő operátorok, például az „AND” vagy a „NOT”, valamint az objektumok tulajdonságait leíró elemek (például a „YOU”, amely az összes adott objektumot irányíthatóvá teszi; a „PUSH” és a „PULL”, amelyek mozgathatóvá teszik; a „STOP”, mely átjárhatatlanná teszi, és a célobjektumot meghatározó „WIN”).
Ha három vagy több szó (amely a legegyszerűbb esetben egy főnév, egy ige és egy tulajdonság vagy másik főnév) függőlegesen vagy vízszintesen egymás mellett van, és érvényes mondatot alkotnak, szabályt alkotnak, mely meghatározza az objektum viselkedését, mely addig érvényes, amíg ez meg nem szűnik. Például a cél megváltoztatható az „IS” és „WIN” elemek mozgatásával úgy, hogy másik objektumra vonatkozzék, illetve a játékos áthaladhat objektumokon a „STOP” tulajdonság eltávolításával. Egy szint szabályai elhelyezhetők úgy, hogy az elemek nem mozgathatók el onnan (például a sarokba helyezésével), így az egész szintre vonatkozik a szabály. A játékos akkor teljesíti a szintet, ha egy olyan objektum, mely az „IS YOU” szabály alanya (vagyis egy aktív játékosszereplő) bármilyen olyan objektummal egy helyen van (beleértve az azzal való egyezést), mely az „IS WIN” szabály alanya (azaz egy aktív célt). A szintek nem „veszthetők” el, de ha nincs több játékosszereplő vagy játékost meghatározó szabály, nem lehet továbbhaladni és a szint újraindítása lehet szükséges.
A játék több mint 200 szintet tartalmaz, ahol a játékosnak végül a térképen lévő szabályokat kell módosítania, és bizonyos szinteket objektumokká alakítania.

## Fejlesztés és kiadás
A 2017-es Nordic Game Jam témája a „Not There” volt, ezért képzelt el Teikari, a Helsinki Egyetem hallgatója, az Environmental Station Alpha fejlesztője, egy logikai operátorok manipulációján alapuló játékkoncepciót. Szerinte a szintek gyakran úgy készülnek, hogy kigondolnak egy jó vagy érdekes megoldást, majd kiderítik, hogy hogy oldja meg a játékos. Teikari szerint „a legjobb pillanatok a puzzle-játékokban azok, melyek a játékosnak olyan megoldást mutatnak, mely egyszerű, de nehéz rájönni, tehát a puzzle megoldása annak az egy trükknek/csavarnak a felfedezésén alapul”. Akárcsak korábbi projektjeit, ezt a játékot Multimedia Fusion 2-vel és egy Lua-beépülővel készítette. Teikarinak a barátja, Lukas Meller segített a Lua-implementációkban. Teikari a Redditen leírta, hogy a Baba és Keke nevű karakterek elnevezése a bouba/kiki effektuson alapult.
Teikari 2017-ben úgy tervezte, hogy 2018-ban jelenteti meg a teljes játékot, és kiadott egy fejlesztési verziót az itch.io-n. Miután a Baba Is You nyert a 2018. márciusi Independent Games Festivalon, a játék egy klónját egy francia kiadó megjelentette az App Store-on majdnem ugyanolyan grafikával és ugyanazzal a címmel. Teikari együttműködött az Apple francia részlegével a klón eltávolítása érdekében.
A játék és egy Nintendo Switch-kiadás központi téma volt a Nintendo 2018. augusztus 31-i függetlenjáték-bemutatóján. A Baba Is You 2019. március 13-án jelent meg a Steamen Windowsra, Linuxra, macOS-re és Nintendo Switchre.
Az online szintmegosztással rendelkező, több platformon működő szintszerkesztő frissítésként jelent meg 2021. november 17-én a számítógépes és Switch-verziókra. Ez a frissítés 150 új szintet tartalmazott két új szintcsomagban, és számos új szabályt, grafikát és hangfájlt tartalmazott.
A játék programozása mellett Teikari alkotta meg a hangfájlokat is OpenMPT-vel. Kevéssel a szintszerkesztő megjelenése előtt megjelentette a zenefájlokat a Baba Is You hivatalos Twitter-fiókján.
Az iOS- és Android-készülékekre készült változat 2021. június 22-én jelent meg.

## Fogadtatás
| Összegzőoldal | Értékelés             |
| ------------- | --------------------- |
| Metacritic    | NS: 84/100 PC: 87/100 |

| Szerző                | Értékelés |
| --------------------- | --------- |
| Edge                  | 9/10      |
| Game Informer         | 7/10      |
| GameSpot              | 7/10      |
| Jeuxvideo.com         | 17/20     |
| Nintendo Life         | 8/10      |
| Nintendo World Report | 9/10      |
| PC Gamer (US)         | 90/100    |
| Pocket Gamer          | 4.5/5     |
| TouchArcade           | [ 19 ]    |

A Baba Is You a 2017-es Nordic Game Jamen első helyezést ért el. Jelölték a Seumas McNally-nagydíjra, és megnyerte a „Legjobb tanulói játék” és „Kitűnő tervezés” díjakat a 2018-as IGF Awardson. A 2019-es Golden Joystick Awardson „Legjobb független játék” kategóriában, a Titanium Awardson „Az év független játéka” kategóriában és a 2019-es The Game Awardson „Legjobb független játék” kategóriában jelölték, valamint megnyerte a „Kiváló játéktervezési teljesítmény” díjat a 23. D.I.C.E. Awardson, továbbá jelölték „Játéktervezés, új szellemi tulajdon” kategóriában a NAVGTR Awardson, „Játéktervezés” és „Eredeti mű” kategóriában a 16. British Academy Games Awardson, valamint a 2019-es Famitsu Dengeki Game Awardson „Legjobb független játék” kategóriában, és a 20. Game Developers Choice Awardson megnyerte a „Legjobb tervezés” és az „Innovációs díjat”. A játék számítógépes változata a hónap legtöbbet eladott kiadásai közt volt a Steamen.
A Baba Is You a Metacritic szerint „jellemzően pozitív értékeléseket kapott”. A Polygon „az egyik legjobb puzzle-videójátéknak” nevezte, az értékelő azt írta, hogy „el kellett vetnie a videójátékok szabályairól szóló korábbi feltételezéseit, hogy elemezze, hogyan és miért léteznek egyáltalán. És ez érdekes módon leginkább akkor történik, ha a játék ki van kapcsolva”. A Pocket Gamer hasonlóan pozitív értékelést adott, „komplex puzzle-nek” nevezte, mely „megkérdőjelezi nemcsak minden döntésedet, hanem hogy hogy gondolhatott bárki ilyen bizarr dologra”, és levezette, hogy az „egyik legleleményesebb, legizgalmasabb puzzle-játék […]. Szépségesen egyszerű a grafikája és a tervezése, de elgondolkodtat, hogy mennyire értelmetlennek tűnnek elsőre a megoldások”.
A játék egy sokat kritizált szempontja a nehézségi szintje. A Game Informer elégedetlenséget fejezett ki a változók összetétele miatt létrejövő túlzott bonyolultságból a későbbi szakaszokban, ami gyakran „fárasztó és kiábrándító” játékélményt jelentett. A GameSpot is a későbbi feladványok egyre növekvő nehézségét kritizálta: „ahogy a használt nyelv egyre bonyolultabb lesz, elsőre homályosnak tűnő jelentésű, célú szavak jelennek meg, ami bizonyos feladványokat dühítően homályossá tesz”.

## Utóélete
A Baba Is You kiadása után Hempuli számos további humoros származékos művet adott ki a játék univerzuma és szereplői alapján, például a Baba Is You XTREME-et, ahol az egyes elemek teljesen szabadon helyezkednek el, szemben a Baba Is Youval, ahol csak egy rács mentén, a mozdulatokat egy fizikai motor irányítja, így a játék nehezebb és kevésbé intuitív. Ezenkívül létrehozta még a Baba Files Taxest, ahol a címszereplőnek az adóügyi iratokat kell kitöltenie, valamint az It's a Met, egy platformjátékot, ahol a nehézséget elsősorban az irányítás adja (az Alt billentyű a futást, az F4-é az ugrást jelenti, ezek együttes lenyomása bezárja a játékot).
A Baba Is You ihlette a LAECestTOI játékot, melyet a La France insoumise ifjúsági tagozata és a Discord insoumis fejlesztett Jean-Luc Mélenchon kampányához a 2022-es franciaországi elnökválasztásra.

## Fordítás
- Ez a szócikk részben vagy egészben  a   Baba Is You című angol Wikipédia-szócikk ezen változatának fordításán alapul.  Az eredeti cikk szerkesztőit annak laptörténete sorolja fel. Ez a jelzés csupán a megfogalmazás eredetét és a szerzői jogokat jelzi, nem szolgál a cikkben szereplő információk forrásmegjelöléseként.
- Ez a szócikk részben vagy egészben  a   Baba Is You című francia Wikipédia-szócikk ezen változatának fordításán alapul.  Az eredeti cikk szerkesztőit annak laptörténete sorolja fel. Ez a jelzés csupán a megfogalmazás eredetét és a szerzői jogokat jelzi, nem szolgál a cikkben szereplő információk forrásmegjelöléseként.